# 道路交通公団
韓国道路交通公団（かんこくどうろこうつうこうだん、KOROAD）は、大韓民国の警察庁傘下の韓国の公団である。

## 業務内容
- 運転免許業務（2011年1月1日から）
- 交通安全事業
- 交通安全教育事業
- 交通安全広報事業
- 韓国交通放送の運営

## 組織
- 理事長 - 理事会
- 監査室
- 共用企画室 - 共用評価処、予算運用処、共用企画処
- 安全分部
- 交通事故総合分析センター
- 教育分部 - 教育計画処
- 運転免許分部 - 免許試験処
- 放送分部
- 交通科学研究院
- 共用支援室[1]

### 支部
- ソウル
- 釜山、大邱、京畿、江原、大田、公州、済州、仁川、慶北、慶南

## 理事長
- チュ・サンヨン

1952年10月1日生まれ。1981年高麗大学校政治学部卒業。ソウル江東警察署署長、警察庁生活安全局長、大邱地方警察庁庁長、ソウル地方警察庁庁長等を歴任し2011年4月から現職。。